# Альсбах (Вестервальд)
Альсбах (нім. Alsbach) — громада в Німеччині, розташована в землі Рейнланд-Пфальц. Входить до складу району Вестервальд. Складова частина об'єднання громад Рансбах-Баумбах.
Площа — 4,77 км2. Населення становить 641 ос. (станом на 31 грудня 2020).

## Галерея

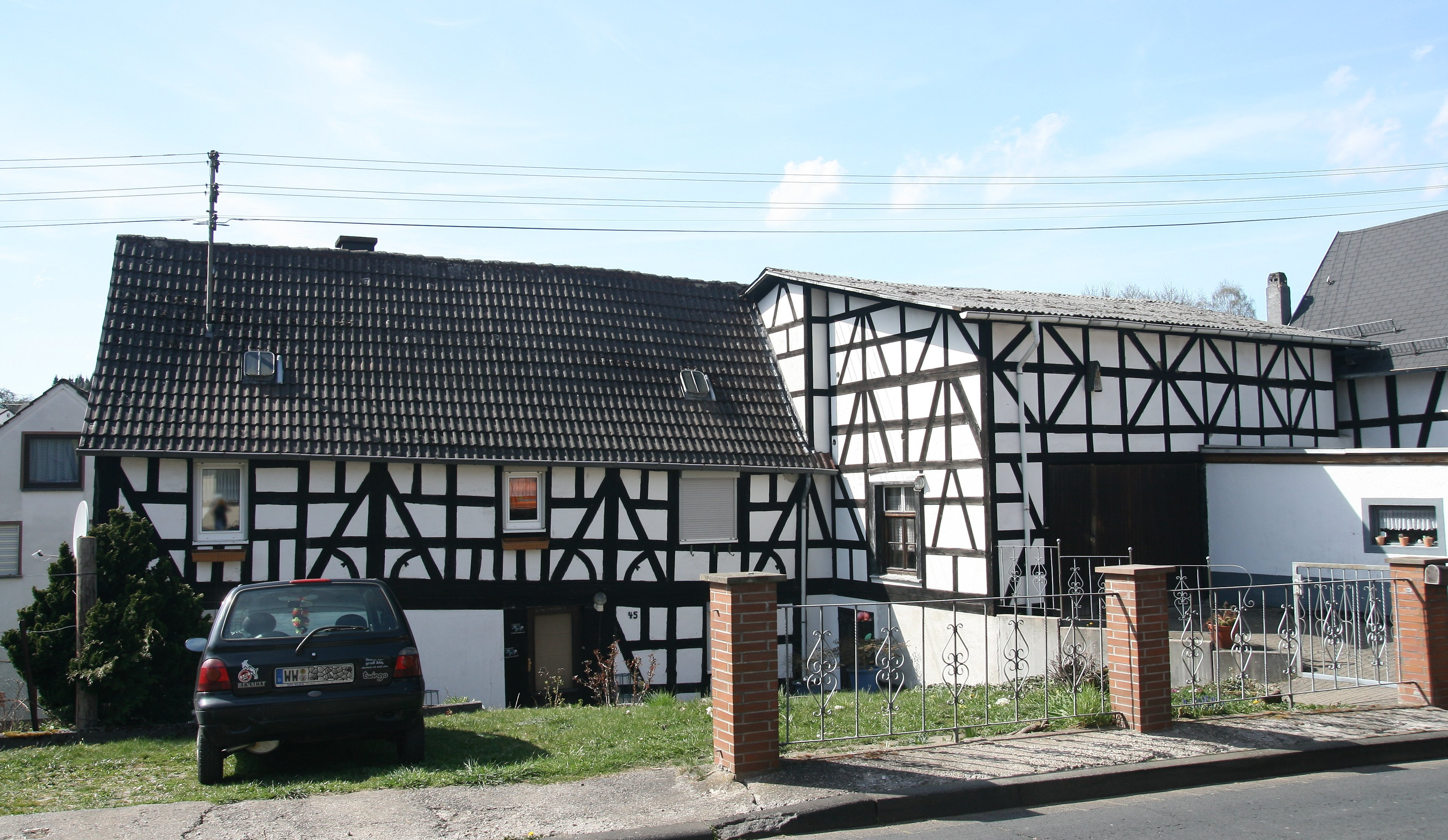
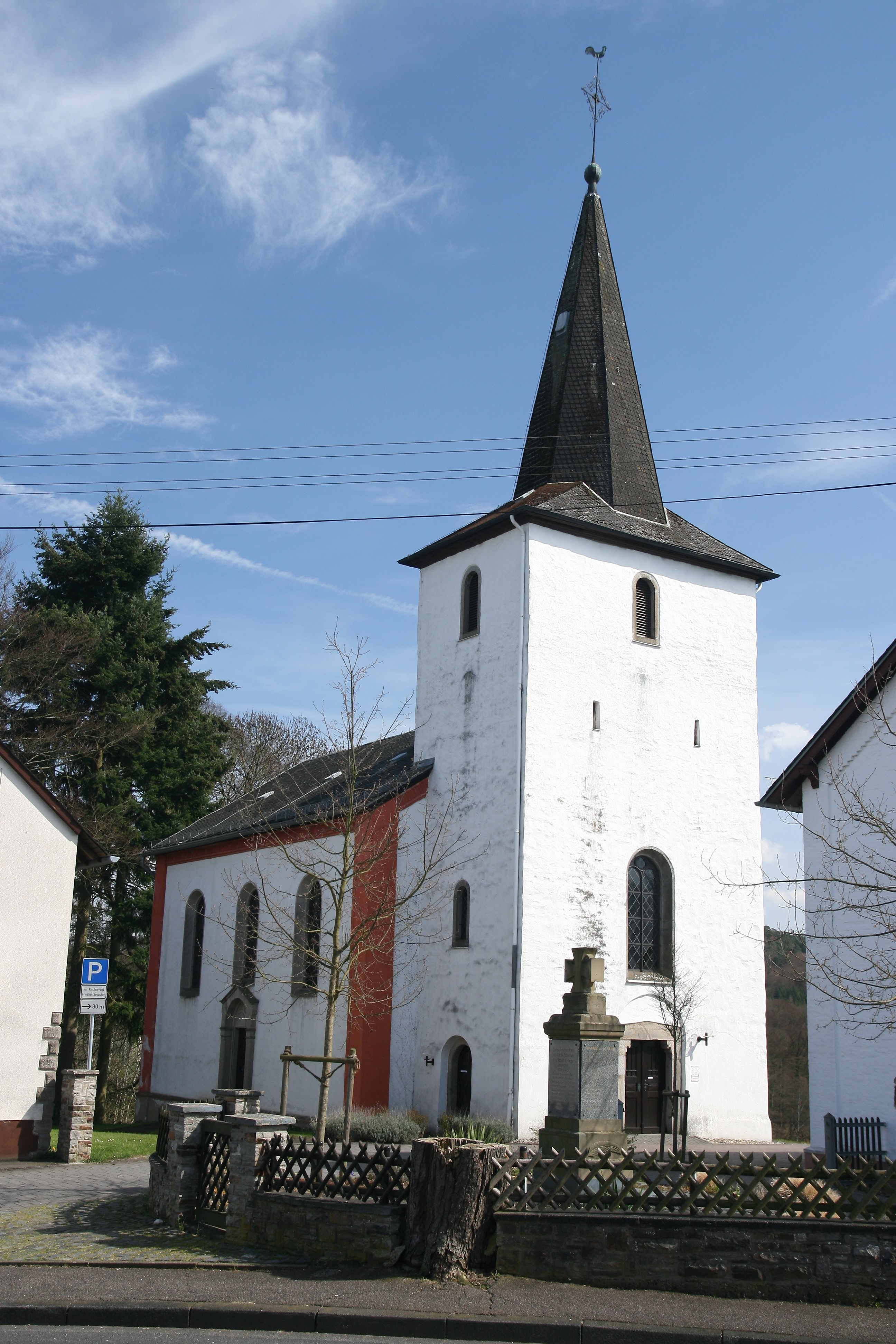